# Legislatore
Il termine legislatore (dalla lingua latina legis, della legge, e lator, -oris, che porta, che emana), in diritto, viene utilizzato per indicare chi emana le leggi. Esso definisce cioè l'organo a cui è affidato il potere legislativo.

## Tipologia
Generalmente il ruolo è ricoperto in modo vario a seconda delle forme di governo, ad esempio:
- nelle dittature esso è esercitato esclusivamente dal dittatore, o magari anche da altri organi sui quali il primo ha una forma di controllo assoluto;
- nello stato assoluto, la figura del legislatore coincideva con il sovrano o il suo apparato di governo;
- nello stato democratico, invece, esso si identifica con un organo legislativo collegiale, tipicamente il parlamento[1].

## La discrezionalità
La legislazione si colloca in uno spazio intermedio tra la politica (che, come "arte del possibile", è libera nei suoi contenuti) e l'amministrazione (che opera secondo uno schema predeterminato per legge ed è quindi vincolata al suo rispetto).

## La redazione di testi normativi (Drafting)
Le osservazioni di studiosi che avevano a lungo analizzato le lacune in materia di progettazione legislativa (Predieri, Manzella) hanno portato alla valorizzazione dell’attività di consulenza in materia di drafting: questo termine – letteralmente attività di redazione dei testi normativi – può essere inteso in un significato formale ed uno sostanziale. Il drafting formale consiste nell’elaborazione dei provvedimenti legislativi rileggendo e rispettando le norme stilistico-formali inerenti alla struttura del testo. Quello sostanziale dovrebbe invece fornire le linee d’azione da osservare per raggiungere un obiettivo determinato mediante l’attività di normazione. Si tratta, in sostanza, di due pratiche differenti: quella formale assume un carattere preminentemente tecnico, mentre l’altra dovrebbe essere di una certa rilevanza sul piano delle politiche sostantive.
Le tecniche di redazione delle leggi (e della normazione in genere) sono quindi sempre più oggetto di un'apposita elaborazione, che in determinati casi assume caratteri cogenti o quanto meno di soft law. In ogni caso, in Italia la creazione di un comitato (politico) ad hoc per la legislazione, alla Camera dei deputati, è giunta assieme all’impiego, compiuto in entrambe le Camere, di risorse amministrative specializzate nel drafting. Per portare a termine entrambi i compiti è presente in ciascuno dei due rami dell’assemblea un apposito organismo amministrativo (l’ufficio drafting alla camera, il servizio drafting al senato), ma concorrono alla svolgimento di tale funzione anche l’ufficio studi e le segreterie delle commissioni permanenti".

## Nel mondo
Negli Stati privi di una Costituzione scritta, la discrezionalità del legislatore non conosce limiti in quanto not-justiciable matters. Laddove invece la Costituzione è scritta ed è rigida, entro strettissimi limiti le scelte di merito operate dal Legislatore sono sindacabili dalla Corte costituzionale.

### Italia
Lo Statuto albertino, del Regno d'Italia unitario, all'art. 3 prevedeva che:
Già la Corte di cassazione di Torino, con sentenza 8 giugno 1854, aveva rivendicato il diritto all’interpretazione della norma statutaria, affermando: “l’autorità giudiziaria è devoluta esclusivamente all’ordine giudiziario; ogni magistrato o tribunale è giudice della propria competenza, ed essa si estende, tranne i casi eccettuati, a conoscere sì dell’azione che dell’eccezione; la sentenza deve pronunciarsi in conformità delle leggi, e prima fra di esse è lo Statuto fondamentale del Regno”. La relazione dell’onorevole Cadorna, presentata il 4 maggio 1855 alla Camera dei deputati, confutò però tale argomento.
Pur tuttavia, già sotto il regime statutario si era addivenuti, in via di principio, a non escludere l'esistenza di limiti alla legislazione, sia pure non direttamente riferiti alla discrezionalità ma soltanto alla forma dell'atto legislativo.
La Costituzione della Repubblica Italiana, invece, ora prevede all'art. 70 che:
Alla funzione legislativa concorrono però anche altri organi costituzionali (Governo, Presidente della Repubblica). L'art. 76 prevede infatti che:
L'art. 77 poi prevede che:
Quando, in casi straordinari di necessità e urgenza, il Governo adotta, sotto la sua responsabilità, provvedimenti provvisori con forza di legge, deve il giorno stesso presentarli per la conversione alle Camere che, anche se sciolte, sono appositamente convocate e si riuniscono entro 5 giorni.»
Infine l'art. 87 prevede che:
Nella giurisprudenza costituzionale italiana è riconosciuta al legislatore, nella sua "discrezionalità lata", la possibilità di trovare soluzioni che riflettano "modi di equo contemperamento delle contrapposte ragioni dei soggetti" (Corte costituzionale, sentenza n.171 del 1974), delle quali è in qualche modo tenuto a cogliere "le esigenze sociopolitiche" sottese (così Corte costituzionale, sentenza n. 248 del 1986). Svincolata da un'accezione meramente privatistica, l'esigenza di ragionevole bilanciamento degli interessi in gioco per la Corte costituzionale (sentenza n. 420 del 1991) è in questi casi connessa al principio di ragionevolezza di cui all'art. 3 Cost..

### Regno Unito
Lo Human Rights Act del 1998 ha inteodotto il principio sella discrezionalità nella revisione normativa in alcuni casi seguendo i detrami dello judicial review (in ossequio al recepimento della CEDU dopo alla pronuncia della Corte di Strasburgo)

### Stati Uniti d'America
Nella sentenza della Corte suprema degli Stati Uniti d'America Katzenbach v. Morgan del 1966, fu statuito che «non esiste all’interno della Costituzione un principio che vincoli l’operato del legislatore all’interpretazione della Corte».
Tuttavia nella successiva pronuncia National Labor Relations Board v. Noel Canning del giugno 2014 la giurisprudenza costituzionale ha affermanto la supremazia del diritto costituzionale sul diritto parlamentare e del Giudice costituzionale sull'Organo legislativo.